# John M. Rosenfield
John Max Rosenfield (auch John Rosenfield III; * 9. Oktober 1924 in Dallas, Texas; † 16. Dezember 2013) war ein US-amerikanischer Kunsthistoriker und Ostasienwissenschaftler an der Harvard University. Er galt als Experte für Japanische Kunst und als Nestor der wissenschaftlichen Auseinandersetzung mit der Japanischen Kunst in den Vereinigten Staaten nach dem Zweiten Weltkrieg.

## Leben
Rosenfeld war der Sohn von Max John Rosenfield, Jr., einem bekannten Kolumnisten und Kulturkritiker. Er studierte an der University of Texas at Austin, bevor er im Zweiten Weltkrieg und im Koreakrieg von der U.S. Army in Ostasien und Südostasien eingesetzt wurde. Während des Militärdienstes beziehungsweise danach studierte er an der University of California, Berkeley, Thailändische Sprache und Orientalistik und an der Southern Methodist University Kunst (jeweils mit Bachelor-Abschluss). Er erwarb 1949 an der University of Iowa einen Master in Bildender Kunst und 1959 bei Benjamin Rowland an der Harvard University mit einer Arbeit über Buddhistische Kunst der Kuschana einen Ph.D. in Kunstgeschichte.
Rosenfield hatte nach Lehraufträgen an der University of Iowa und an der University of California, Los Angeles ab 1965 an der Harvard University eine Professur. Hier war er ab 1971 Abby Aldrich Rockefeller Professor of East Asian Art und diente zuletzt als Inhaber des Lehrstuhls für Bildende Kunst und als Direktor des Harvard University Art Museum. Er war in Aufsichtsgremien des Museum of Fine Arts, Boston, und der Japan Society of New York und des Metropolitan Center for Far Eastern Art Studies in Kyōto. 1991 ging Rosenfield in den Ruhestand, war aber weiterhin vor allem schriftstellerisch und als Dozent tätig.
1971 wurde Rosenfield in die American Academy of Arts and Sciences gewählt. 1972 war er Guggenheim Fellow. Für seine Bemühungen um die japanisch-amerikanischen Beziehungen erhielt er 1988 den Orden der Aufgehenden Sonne. 1986 erhielt er den John D. Rockefeller 3rd Award des Asian Cultural Council, 2001 den Yamagata Banto Prize und 2012 die Charles Lang Freer Medal der Smithsonian Institution.
John M. Rosenfield war mit Ella Ruth Hopper († 2011) verheiratet, das Paar hatte zwei Kinder.